# Yvon Lambert (hockey sur glace)
 (mai 2021).
Si vous disposez d'ouvrages ou d'articles de référence ou si vous connaissez des sites web de qualité traitant du thème abordé ici, merci de compléter l'article en donnant les références utiles à sa vérifiabilité et en les liant à la section « Notes et références ».
Pour les articles homonymes, voir Yvon Lambert et Lambert.
Yvon Lambert (né le 20 mai 1950 à Drummondville dans la province de Québec au Canada) est un joueur professionnel canadien de hockey sur glace.

## Carrière
Repêché par les Red Wings de Détroit en 1970, Yvon Lambert est acquis par Montréal un an plus tard et assigné aux Voyageurs de la Nouvelle-Écosse de la Ligue américaine de hockey. Lors de sa seconde saison avec le club-école, il marque 52 buts et autant de passes. Les Voyageurs remportent la Coupe Calder en 1974 et Lambert rejoint les Canadiens de Montréal l'année suivante.
Après une récolte de 16 points pendant sa saison recrue dans la LNH, Lambert inscrit 32 buts et 35 passes lors des deux campagnes suivantes.
Le 10 mai 1979, lors du septième match de la finale de l'association Prince de Galles, les Canadiens et les Bruins de Boston, éliminés les deux années précédentes par la troupe de Scotty Bowman, sont en prolongation. À la neuvième minute de jeu de la période supplémentaire, Mario Tremblay dirige la rondelle vers le filet des Bruins et Lambert, posté devant le filet, la pousse dans le but pour donner la victoire aux Canadiens.
Yvon Lambert participe à quatre conquêtes de la Coupe Stanley avec le Tricolore, jouant la plupart des matchs aux côtés de Mario Tremblay et Doug Risebrough. Ce trio est un élément essentiel des succès de l'équipe pendant ces années.[réf. nécessaire]. Au total, Yvon Lambert inscrit plus de 200 buts en huit saisons dans l'uniforme des Canadiens de Montréal.  Lors de ses cinq dernières années à Montréal, l'ailier gauche atteint le plateau des 20 buts quatre fois.
Invité à participer à plusieurs émissions de télévision, Yvon Lambert interprète la chanson La Petite Jument de la Famille Larin sur vinyle. Cette chanson est enregistrée dans le cadre d'une émission spéciale qui est diffusée à Télé-Métropole. Elle est incluse dans une compilation pour un album intitulé Soirée Québécoise Volume 2 en 1976, ainsi que sur l'album Les meilleures tounes du Temps des Fêtes publié par K-Tel en 1979.
Yvon Lambert termine sa carrière de hockeyeur à Buffalo. Engagé par Scotty Bowman, il joue la saison 1981-1982 dans l'uniforme des Sabres avant de joindre les rangs des Americans de Rochester de la Ligue américaine, où il remporte la Coupe Calder en 1983.
De retour à Montréal au terme de sa carrière, Lambert réintègre l'organisation des Canadiens où il a passe les 20 années suivantes dans le monde des relations publiques pour la franchise.
Depuis 2010, Yvon Lambert dirige l'équipe des anciens des Canadiens en compagnie de Guy Lafleur, .

## Statistiques
Pour les significations des abréviations, voir Statistiques du hockey sur glace.
| Saison     | Équipe                          | Ligue      |     | Saison régulière | Saison régulière | Saison régulière | Saison régulière | Saison régulière |    | Séries éliminatoires | Séries éliminatoires | Séries éliminatoires | Séries éliminatoires | Séries éliminatoires |
| Saison     | Équipe                          | Ligue      | PJ  | B                | A                | Pts              | Pun              | PJ               | B  | A                    | Pts                  | Pun                  |                      |                      |
| 1968-1969  | Rangers de Drummondville        | LHJQ       |     | 29               | 37               | 66               | -                | -                | -  | -                    | -                    |                      |                      |                      |
| 1969-1970  | Rangers de Drummondville        | LHJMQ      | 52  | 50               | 51               | 101              | 89               | -                | -  | -                    | -                    | -                    |                      |                      |
| 1970-1971  | Flags de Port Huron             | LIH        | 65  | 23               | 18               | 41               | 81               | 14               | 8  | 1                    | 9                    | 32                   |                      |                      |
| 1971-1972  | Voyageurs de la Nouvelle-Écosse | LAH        | 67  | 18               | 21               | 39               | 116              | 15               | 4  | 4                    | 8                    | 28                   |                      |                      |
| 1972-1973  | Voyageurs de la Nouvelle-Écosse | LAH        | 76  | 52               | 52               | 104              | 84               | 13               | 9  | 9                    | 18                   | 32                   |                      |                      |
| 1972-1973  | Canadiens de Montréal           | LNH        | 1   | 0                | 0                | 0                | 0                | -                | -  | -                    | -                    | -                    |                      |                      |
| 1973-1974  | Canadiens de Montréal           | LNH        | 60  | 6                | 10               | 16               | 42               | 5                | 0  | 0                    | 0                    | 7                    |                      |                      |
| 1974-1975  | Canadiens de Montréal           | LNH        | 80  | 32               | 35               | 67               | 74               | 11               | 4  | 2                    | 6                    | 0                    |                      |                      |
| 1975-1976  | Canadiens de Montréal           | LNH        | 80  | 32               | 35               | 67               | 28               | 12               | 2  | 3                    | 5                    | 18                   |                      |                      |
| 1976-1977  | Canadiens de Montréal           | LNH        | 79  | 24               | 28               | 52               | 50               | 14               | 3  | 3                    | 6                    | 12                   |                      |                      |
| 1977-1978  | Canadiens de Montréal           | LNH        | 77  | 18               | 22               | 40               | 20               | 15               | 2  | 4                    | 6                    | 6                    |                      |                      |
| 1978-1979  | Canadiens de Montréal           | LNH        | 79  | 26               | 40               | 66               | 26               | 16               | 5  | 6                    | 11                   | 16                   |                      |                      |
| 1979-1980  | Canadiens de Montréal           | LNH        | 77  | 21               | 32               | 53               | 23               | 10               | 8  | 4                    | 12                   | 4                    |                      |                      |
| 1980-1981  | Canadiens de Montréal           | LNH        | 73  | 22               | 32               | 54               | 39               | 3                | 0  | 0                    | 0                    | 2                    |                      |                      |
| 1981-1982  | Sabres de Buffalo               | LNH        | 77  | 25               | 39               | 64               | 38               | 4                | 3  | 0                    | 3                    | 2                    |                      |                      |
| 1982-1983  | Americans de Rochester          | LAH        | 79  | 26               | 22               | 48               | 10               | 12               | 2  | 4                    | 6                    | 2                    |                      |                      |
| 1983-1984  | Americans de Rochester          | LAH        | 79  | 27               | 43               | 70               | 14               | 18               | 4  | 11                   | 19                   | 2                    |                      |                      |
| Totaux LNH | Totaux LNH                      | Totaux LNH | 683 | 206              | 273              | 479              | 340              | 90               | 27 | 22                   | 49                   | 67                   |                      |                      |